# Xã Knox, Quận Pottawattamie, Iowa
Xã Knox (tiếng Anh: Knox Township) là một xã thuộc quận Pottawattamie, tiểu bang Iowa, Hoa Kỳ. Năm 2010, dân số của xã này là 1.724 người.